# Roger Bernadina
Rogearvin Angelo Bernadina (né le 12 juin 1984 à Willemstad, Curaçao, Antilles néerlandaises) est un joueur de baseball des Ligues majeures évoluant à la position de voltigeur. 

## Carrière
Roger Bernadina signe son premier contrat professionnel avec les Expos de Montréal en 2001. Il amorce sa carrière en ligues mineures dans l'organisation des Expos, qui déménagent à Washington en 2005 pour devenir les Nationals. Bernadina joue son premier match dans les majeures avec la franchise le 29 juin 2008. À sa première présence au bâton, il réussit son premier coup sûr, face au lanceur des Orioles de Baltimore, Jeremy Guthrie.
Le jeune voltigeur dispute 26 parties avec les Nationals durant la saison 2008 puis trois en 2009, passant la majorité du temps en ligue mineure. Il devient membre régulier de l'effectif des Nationals en 2010, alors qu'il frappe pour, 246 de moyenne au bâton avec 102 coups sûrs, 11 coups de circuit et 47 points produits en 134 parties jouées. Il réussit de plus 16 vols de but en 18 tentatives. Le 12 mai 2010, Bernadina frappe son premier circuit dans les majeures face à Mike Pelfrey des Mets de New York; il ajoute un deuxième circuit en fin de neuvième manche, un coup de deux points contre Francisco Rodriguez qui donne aux Nats une victoire de 6-4 sur les Mets. 
En 91 parties jouées pour Washington en 2011, il réussit 7 circuits, 27 points produits et frappe pour, 243 de moyenne au bâton. Il vole 17 buts en 20 tentatives.
Bernadina joue à Washington jusqu'en 2013. Il partage cette dernière saison entre les Nationals et les Phillies de Philadelphie. En 2014, il évolue pour les Reds de Cincinnati et les Dodgers de Los Angeles.
Avant la saison 2015, il rejoint les Rockies du Colorado.

## Statistiques
| Saison | Équipe     | G   | AB  | R  | H   | 2B | 3B | HR | RBI | SB | BA   |
| ------ | ---------- | --- | --- | -- | --- | -- | -- | -- | --- | -- | ---- |
| 2008   | Washington | 26  | 76  | 10 | 16  | 1  | 1  | 0  | 2   | 4  | .211 |
| 2009   | Washington | 3   | 4   | 1  | 1   | 1  | 0  | 0  | 0   | 1  | .250 |
| 2010   | Washington | 134 | 414 | 51 | 102 | 18 | 3  | 11 | 47  | 16 | .246 |
| Totaux | Totaux     | 163 | 494 | 63 | 119 | 20 | 4  | 11 | 49  | 21 | .241 |

Note : G = Matches joués ; AB = Passages au bâton; R = Points ; H = Coups sûrs ; 2B = Doubles ; 3B = Triples ; 
HR = Coup de circuit ; RBI = Points produits ; SB = Buts volés ; BA = Moyenne au bâton.